# Saint-Maurice-la-Clouère

Saint-Maurice-la-Clouère este o comună în departamentul Vienne, Franța. În 2009 avea o populație de 1,188 de locuitori.